# خرم إبرة (مسلسل)
خرم إبرة مسلسل تلفزيوني مصري عرض في رمضان 1433هـ/2012م.

## قصة المسلسل
يناقش المسلسل فكرة تقبل الإنسان لتواجده ومصيره والواقع الذي ولد فيه من خلال قصة سعيد (عمرو سعد) الذي يحاول التغلب على مشاكله بالهروب منها إلى الخارج رغبة منه في إصلاح الأمور كما يسعى للدخول في عالم الأثرياء لتحقيق حلمه حيث تحقيق الأحلام فتتوالى سقطاته ويضيع الحلم.

## بطولة
- عمرو سعد
- سوسن بدر
- نادين الراسي
- إدوارد
- أحمد راتب
- أحمد صيام
- نيرة عارف
- رحاب الجمل
- سامي عبد الحليم
- ريهام أيمن
- رامي غيط
- ميرهان حسين
- حسام داغر
- مدحت شاكر
- رانيا ملاح
- منى حسين
- محسن منصور
- أحمد خليل
- هالة فاخر